# William Wallace (matemàtic)
|  | Per a altres significats, vegeu «William Wallace (desambiguació)». |

William Wallace   (Dysart, 23 de setembre de 1768 - Edimburg, 28 d'abril de 1843) fou un matemàtic escocès.

## Vida
Wallace no va estudiar de petit, ja que als onze anys ja era aprenent d'enquadernador en una empresa del seu poble natal de Dysart al comtat de Fife. Als setze anys, la família es va traslladar a Edimburg, on va continuar amb la mateixa professió. La seva vida va canviar quan va conèixer els professors de la universitat d'Edimburg John Robison i John Playfair.
A partir de 1790, comença a estudiar llatí i francès i dona classes particulars de matemàtiques. El 1794 es casa i és nomenat professor ajudant a l'acadèmia de Perth i el 1803 professor titular de matemàtiques del Royal Military College de Great Marlow, amb el suport de John Playfair. Durant aquesta època manté una fluida relació epistolar amb Mary Somerville encoratjant-la en els seus estudis matemàtics.
El 1819 va ocupar la càtedra de matemàtiques de la universitat d'Edimburg que havia deixat vacant John Leslie, càrrec que va mantenir fins a la seva retirada el 1838 per la seva mala salut. Durant aquest temps a Edimburg va ser un actiu col·laborador en el muntatge de l'observatori astronòmic de Calton Hill.

## Obra
Els principals camps de treball de Wallace van ser la geometria i la trigonometria. Des de 1795 fins al 1814 va publicar força treballs al Mathematical Repository de Thomas Leyburn.

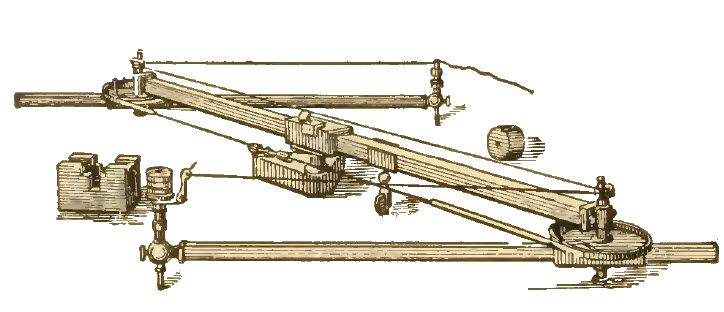
Eidògraf de Wallace.

També va escriure uns quants articles matemàtiques de l'Encyclopaedia Britannica.
A més, el 1801 va inventar un instrument, anomenat eidògraf, que és una millora dubstancial del pantògraf.